# Nicole Robert (handball)
Pour les articles homonymes, voir Nicole Robert et Robert.
Nicole Robert (30 décembre 1954 à Saint-Bruno-de-Montarville au Québec - ) est une ancienne joueuse de handball québécoise qui a participé aux Jeux olympiques d'été de 1976.
Elle faisait partie de l'équipe canadienne de handball qui a terminé à la sixième place du tournoi olympique. Elle a joué quatre matchs et marqué dix buts.